# 异族通婚
异族通婚（英文：Interracial marriage）是指不同民族或种族个体间的婚姻，有混血儿的一系列现象。異族通婚的成因有很多，而大規模的異族通婚則成為種族混合，往往對社會和文化，帶來有一定重要的影響，是人類學、社會學和政治學其中一個研究課題。
历史上， 美国和南非都曾经立法禁止异族通婚。1967年，第14任美国首席大法官厄尔·沃伦领导的美国最高法院在洛文诉弗吉尼亚州案中作出历史性判决，裁决弗吉尼亚州以及美国其它16州的反异族通婚法违反了美国宪法中的平等保护条款。至此，异族通婚在美国全国合法化。

## 参見
- 反异族通婚法
- 外婚制
- 满汉不通婚
- 異族戀
- 和親
- 涉外婚姻